# Sông Shenandoah

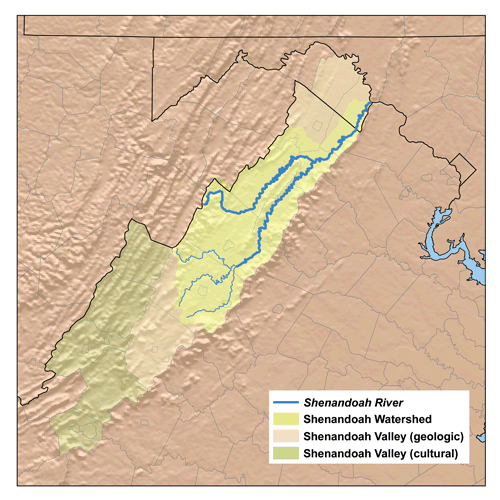
Lưu vực sông Shenandoah

Sông Shenandoah là một chi lưu của sông Potomac, dài khoảng 150 dặm (241 km) ở hai bang Virginia và Tây Virginia. Là một chi lưu cính của Potomac, sông này và các nhánh của nó chảy qua nhiều thung lũng ở Appalachians bên phía tây của Dãy núi Blue Ridge, chủ yếu ở tây bắc Virginia. quận Clarke, Virginia.
Sông Shenandoah được tạo thành bởi hai con suối North Fork và South Fork ở phía bắc Virginia. Nó chảy từ điểm hợp lưu này về phía đông bắc vào sông Potomac tại Harpers Ferry, Tây Virginia. Tàu bè không thể đi trên sông Shenandoah được. Là một nguồn thủy năng quan trọng, con sông này có nhiều công trình thủy điện. Trong nội chiến Hoa Kỳ, thung lũng Shenandoah là nơi diên ra nhiều trận đánh.
Sông Shenandoah và núi Blue Ridge được nhắc đến trong ca khúc: take me home, country road của John Denver " Almost heaven, West Virgina. Blue Ridge mountains Shenandoah river". 